# バージニア地震

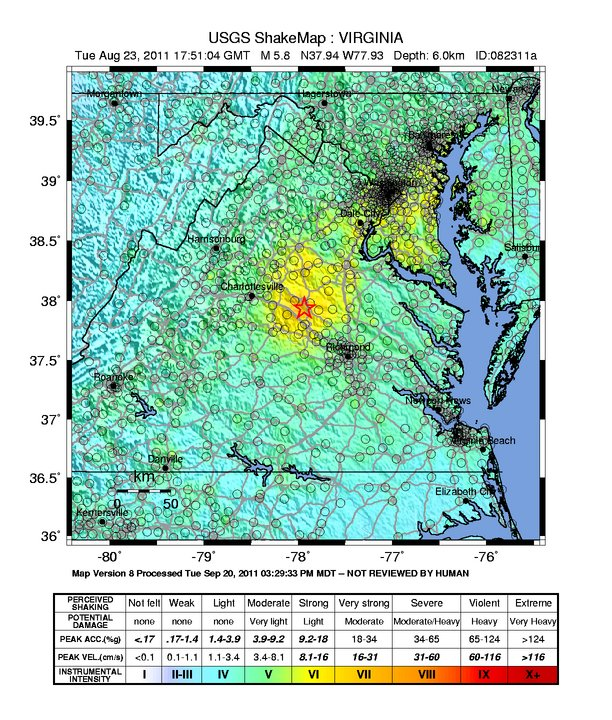
USGSによる震度図

バージニア地震（バージニアじしん）は、現地時間の2011年8月23日13時51分にアメリカ合衆国のバージニア州で起きた地震。

## 概要
マグニチュードは5.8。震央はリッチモンドの北西約60kmのミネラル付近。地震が少ないアメリカ東海岸で起きた地震である。首都で揺れを感じたのは93年ぶり。
またバージニア州内で発生した同規模の地震としては、1897年以来114年ぶりで、ニューヨークでは比較的大きな地震を経験したことのない市民も多かった。ワシントンでは地震だと認識できず、10年前のテロの記憶と重ね合わせた人々がパニックに陥った。
この地震について、中華人民共和国の中国新聞網は「9.11並みのパニックが発生」と伝えた。
アメリカ合衆国ではこの地震が発生する約12時間前にコロラド州北部でM5.3の地震が起こったばかりだった。

## 被害
ノースアンナ原子力発電所の原子炉2基が自動停止した。停電したため、緊急用の電源で原子炉の冷却を継続した。非常事態を示す4段階の水準のうち、下から2番目に当たる「警戒」レベルに引き上げられた。ノースカロライナ州やニュージャージー州にある原子力発電所でも揺れたが、正常運転を続け、影響は無かった。
建物の一部損壊や軽傷者が出ているが、大規模な損壊や重傷者は報告されていない。ただ著名な建造物では、ワシントン大聖堂や議事堂の一部が損壊した。
また、震央から135km離れた首都ワシントンではホワイトハウスや連邦政府ビルなど多くの建物が一時閉鎖された。航空機もニューヨーク、ワシントン、フィラデルフィアの空港で発着が約1時間半にわたり制限された。この制限で数万人が影響を受けた。鉄道では、東部の主要都市を結ぶ鉄道網やワシントン市内の地下鉄が運航を停止した。震央から離れたワシントンやニューヨークのビルでも揺れを感じ、多くの人が建物から飛び出した。また、東海岸地方は直後に発生したハリケーン・アイリーンでも大きな被害を受けた。

## 政府・企業の対応
バラク・オバマ大統領はマサチューセッツ州にいたが、関係する閣僚と電話で協議し、被害状況を報告するよう指示した。また、アメリカ原子力規制委員会と電力大手のドミニオン・リソーシズはM6.2の地震まで耐えられることになっているノースアンナ原子力発電所がこの地震に耐えられるかを精査した。